# 夜明けのヴァンパイア
『夜明けのヴァンパイア』（よあけのヴァンパイア、Interview with the Vampire）は、アメリカの作家アン・ライスによる小説。1979年刊行。原題小説は1973年執筆、1976年刊行。
原題の示している通り、吸血鬼を自称する男へのインタビューという形でその吸血鬼の半生記が語られる。日本語訳は早川書房より単行本と文庫版が刊行された。
アメリカではベストセラーとなり、『ヴァンパイア・クロニクルズ』としてその後シリーズ化された。本作はそのシリーズ第1作ということになる。
また、1994年にはアメリカで映画化（ライスは脚本を担当）され、日本でも同年末に『インタビュー・ウィズ・ヴァンパイア』として公開された。
日本では、名作といわれ評価の高い少女漫画『ポーの一族』と、本作との間の類似性が指摘されることがある。

## 登場人物
ルイ・ド・ポワント・デュ・ラック
黒髪の若きヴァンパイア。弟の死により自暴自棄になっていたところをレスタトに見初められ、25歳の頃、ヴァンパイアにされる。人間だった頃はニューオーリンズの農園主。
人間味がどのヴァンパイアよりも色濃く残っていて、当初は人を殺すことに嫌悪を覚えて、小動物の血を啜って生きていた。
レスタトには愛憎入り混じった複雑な感情を抱いており、嫌っているそぶりを見せるものの、彼の存在に依存している傾向がある。
レスタト・デ・リオンコート
金髪の美しい貴族。ルイに「闇の業」を与え、ヴァンパイアにした。ルイに対して非常に執着しており、一時期自身から心が離れたルイを引き止めるため、クロウディアをヴァンパイアにしてしまう。
クロウディア
5歳という若さでヴァンパイアにされた少女。成長するにつれて、心と体の食い違い(不老不死なため年をとらない肉体と、大人の女性の心)に苦しみ、レスタトへの復讐を誓う。最期は日光に晒されて灰になる。
アーマンド
鳶色の髪の青年ヴァンパイア。劇場のヴァンパイアの仮のリーダーとなっている。
ルイとレスタトについて関心がある。

## 漫画
篠原烏童の作画で漫画化されている。
- 『夜明けのヴァンパイア』 1994年12月 アニメージュコミックススペシャル（徳間書店） ISBN 978-4197700271
  - 【改題】『インタビュー・ウィズ・ヴァンパイア』 2002年11月 ソノラマコミック文庫（朝日ソノラマ） ISBN 978-4257721833